# Bolatice (železniční zastávka)
Bolatice jsou železniční zastávka (dříve také nákladiště, jistou dobu i železniční stanice), která se nachází u severního konce zástavby obce Bolatice v okrese Opava. Leží v km 15,670 železniční trati Kravaře ve Slezsku – Chuchelná mezi zastávkou Štěpánkovice a nákladištěm a zastávkou Chuchelná.

## Historie
Zastávka byla zprovozněna současně se zahájením provozu na trati Opava – Ratiboř v roce 1895, tehdy nesla zřejmě název Štěpánkovice, protože nádraží se nacházelo na katastru této obce. V roce 1896 byl již název změněn na Bolatice (resp. tehdy německy Bolatitz), bylo postaveno skladiště a kolej k němu. Ještě před rokem 1914 bylo kolejiště významně rozšířeno a Bolatice byly povýšeny na stanici s vjezdovými návěstidly. Význam stanice spočíval především v nakládce zboží z nedalekého velkostatku Albertovec.

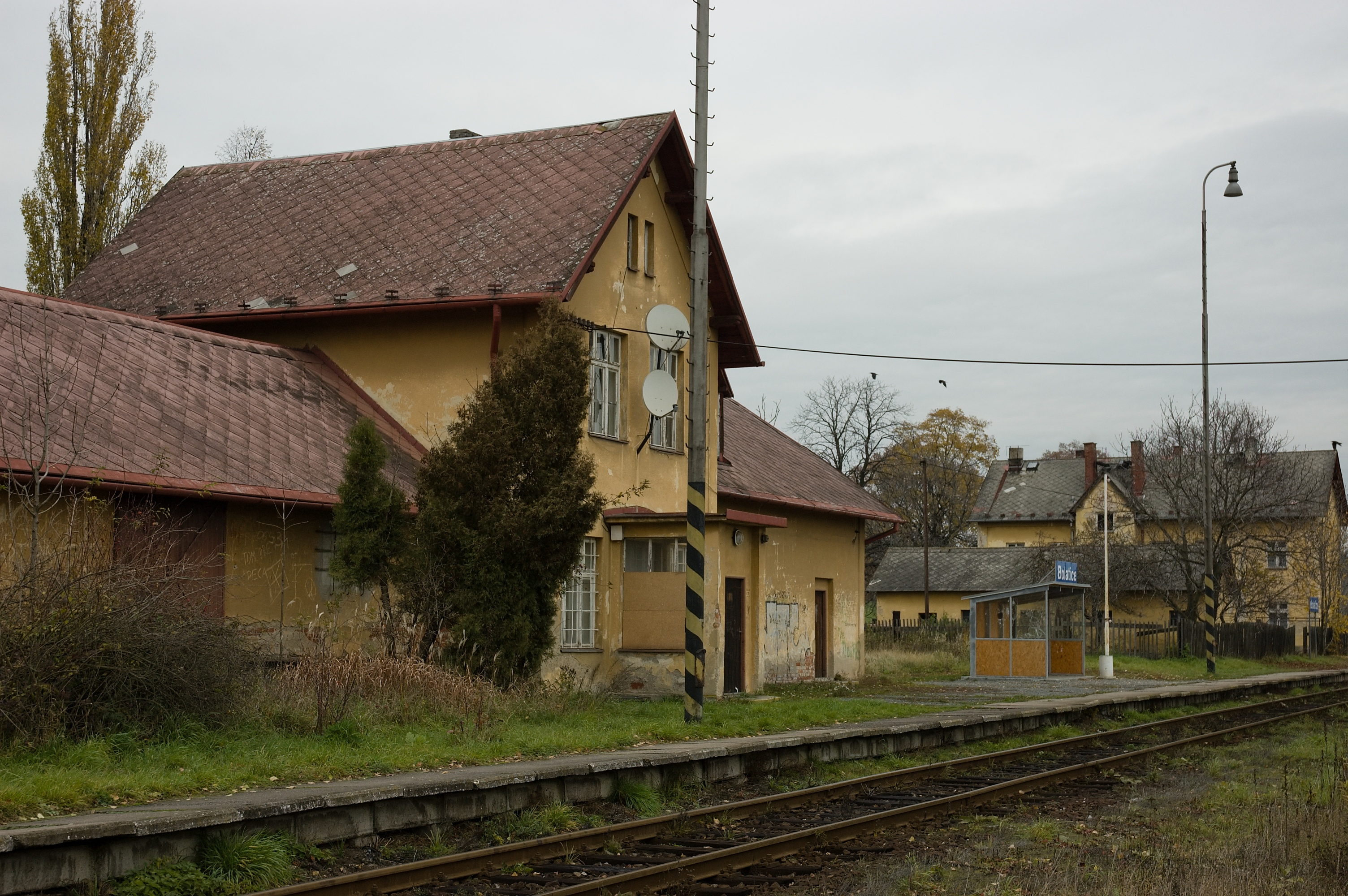
Nádraží v roce 2007

Již ve správě Československých státních drah byla od 15. září 1923 ve stanici zrušena dopravní služba a došlo k vypnutí zabezpečovacího zařízení. Od roku 1933 pak byla stanice změněna na nákladiště a zastávku. Na konci 2. světové války byla trať poškozena, provoz z Kravař do Bolatic byl obnoven 28. října 1945, dále do Chuchelné až v březnu 1946.
Od 70. let 20. století docházelo k postupnému omezování rozsahu kolejiště ze stavu z roku 1914. Po roce 2000 byly vytrhány již nepoužívané koleje a všechny výhybky a Bolatice přestaly sloužit jako nákladiště.
V roce 2007 byl na zastávce vybudován přístřešek pro cestující, nádražní budovy již byla tehdy několik let nepoužívaná a chátrala. V roce 2015 budovu od SŽDC odkoupila obec Bolatice a následně ji adaptovala na sociální byty.

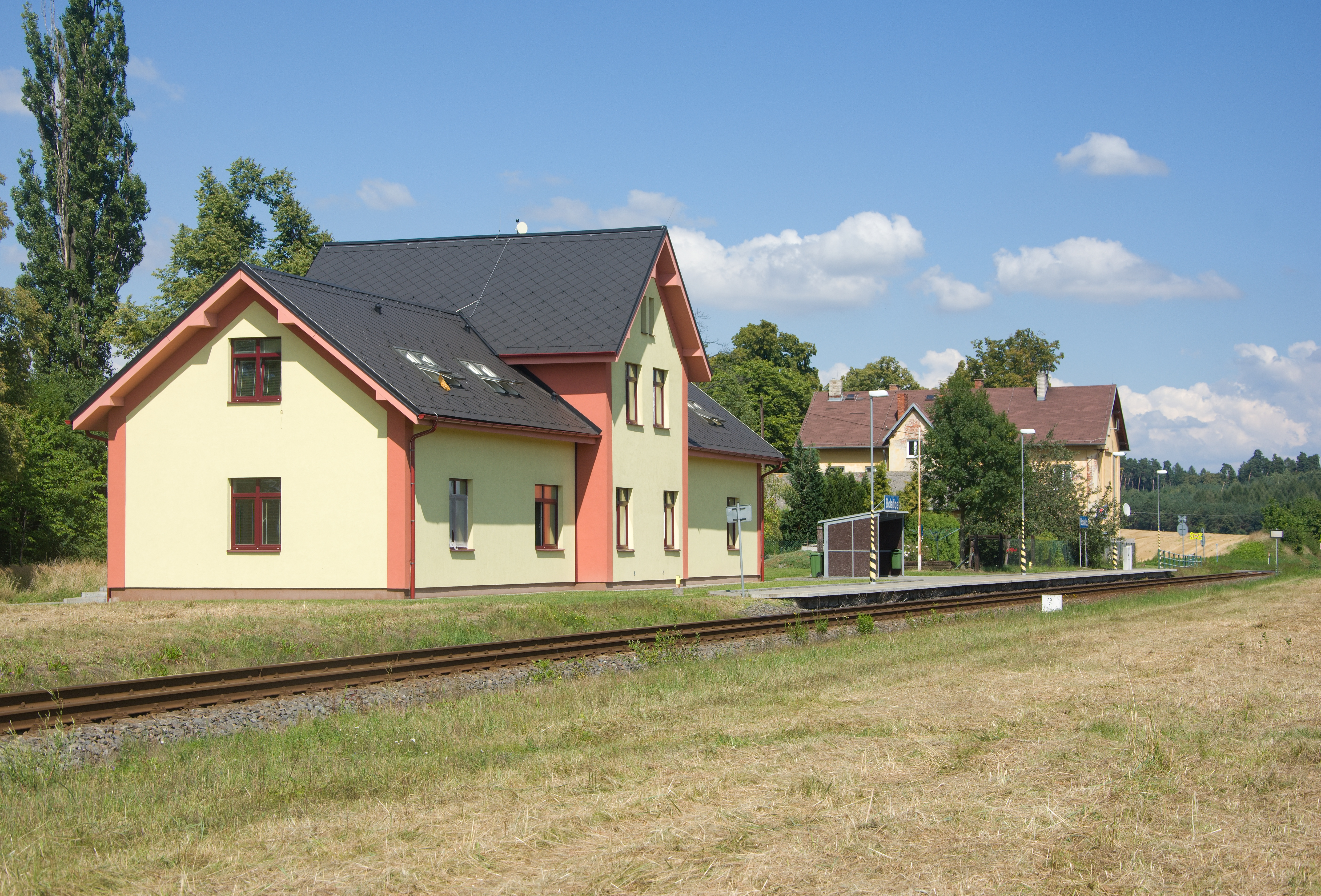
Celkový pohled na zastávku s bývalou nádražní budovou přestavěnou na bytový dům

## Popis zastávky
V zastávce je u traťové koleje zřízeno vnější panelové nástupiště o délce 75 metrů, výška nástupní hrany se nachází 300 mm nad temenem kolejnice. Nástupiště se nachází vlevo ve směru jízdy od Kravař ve Slezsku. Osvětlení v zastávce se spíná automaticky. Cestujícím je k dispozici přístřešek.
V blízkosti zastávky se v km 15,595 nachází přejezd P7890 zabezpečený výstražnými kříži. Na tomto přejezdu kříží trať státní silnice III/4671 (Nádražní ulice v Bolaticích).